# Ратленд Тауншип (округ Тайога, Пенсільванія)
Ратленд Тауншип (англ. Rutland Township) — селище (англ. township) в США, в окрузі Тайога штату Пенсільванія. Населення — 779 осіб (2020).

## Демографія
Згідно з переписом 2010 року, у селищі мешкало 805 осіб у 311 домогосподарстві у складі 227 родин. Було 397 помешкань
Расовий склад населення:
| - 98,6 % — білих - 0,4 % — чорних або афроамериканців - 0,2 % — корінних американців - 0,1 % — азіатів |

До двох чи більше рас належало 0,6 %. Частка іспаномовних становила 0,5 % від усіх жителів.
За віковим діапазоном населення розподілялося таким чином: 22,9 % — особи молодші 18 років, 61,1 % — особи у віці 18—64 років, 16,0 % — особи у віці 65 років та старші. Медіана віку мешканця становила 43,0 року. На 100 осіб жіночої статі у селищі припадало 118,2 чоловіків;  на 100 жінок у віці від 18 років та старших — 117,9 чоловіків також старших 18 років.
Середній дохід на одне домашнє господарство  становив 61 348 доларів США (медіана — 51 875), а середній дохід на одну сім'ю — 69 364 долари (медіана — 60 972). За межею бідності перебувало 12,4 % осіб, у тому числі 8,3 % дітей у віці до 18 років та 5,5 % осіб у віці 65 років та старших.
Цивільне працевлаштоване населення становило 400 осіб. Основні галузі зайнятості: освіта, охорона здоров'я та соціальна допомога — 22,0 %, виробництво — 18,8 %, будівництво — 11,5 %, роздрібна торгівля — 8,5 %.